# Säntis

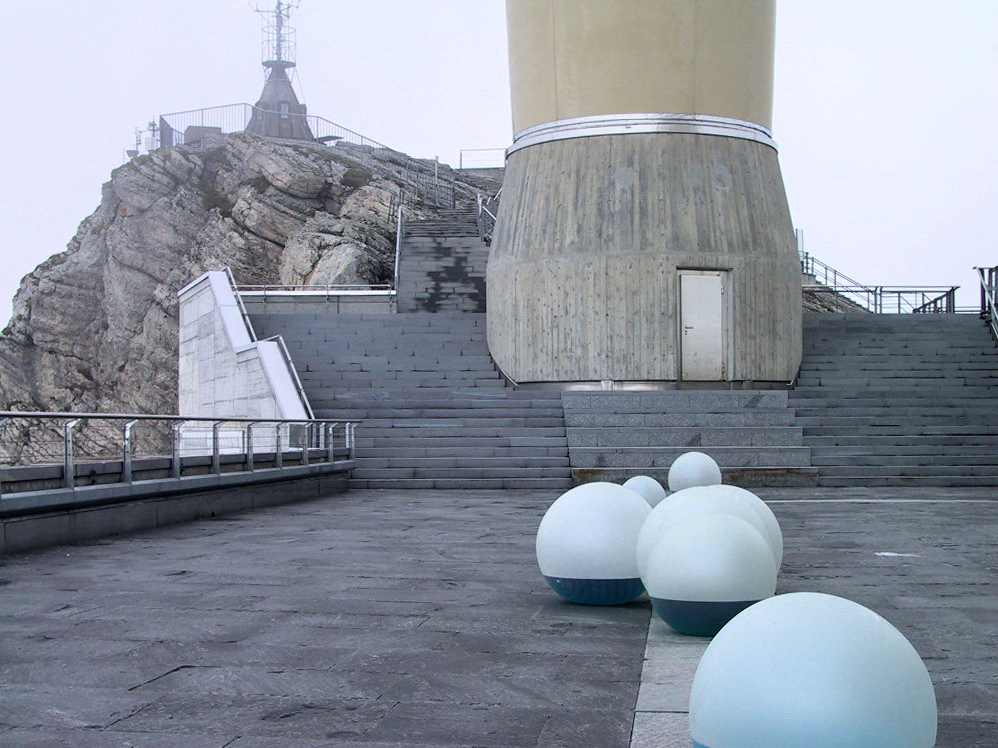
Instalación de Swisscom en la cumbre del Säntis.

Säntis (2.502 m s. n. m.) es una montaña en la sierra de Alpstein de los Prealpes appenzelleses en Suiza. Puede alcanzarse por teleférico desde Schwägalp.
El pico es el punto más alto de los cantones de Appenzell Rodas Interiores y Appenzell Rodas Exteriores, y también es compartido por el cantón de San Galo.
Desde la torre de transmisión de Swisscom (123,55 m), se retransmiten varios programas de radio VHF y televisión (SF1, SF2) de SRG SSR idée suisse.
Säntis fue también el nombre de un cantón de la República Helvética, el Cantón de Säntis, que existió entre 1798 y 1803, formado por el territorio de San Galo, Appenzell y Rheintal. Su capital era San Galo.

## Tiempo
| Parámetros climáticos promedio de Säntis | Parámetros climáticos promedio de Säntis | Parámetros climáticos promedio de Säntis | Parámetros climáticos promedio de Säntis | Parámetros climáticos promedio de Säntis | Parámetros climáticos promedio de Säntis | Parámetros climáticos promedio de Säntis | Parámetros climáticos promedio de Säntis | Parámetros climáticos promedio de Säntis | Parámetros climáticos promedio de Säntis | Parámetros climáticos promedio de Säntis | Parámetros climáticos promedio de Säntis | Parámetros climáticos promedio de Säntis | Parámetros climáticos promedio de Säntis |
| Mes                                      | Ene.                                     | Feb.                                     | Mar.                                     | Abr.                                     | May.                                     | Jun.                                     | Jul.                                     | Ago.                                     | Sep.                                     | Oct.                                     | Nov.                                     | Dic.                                     | Anual                                    |
| ---------------------------------------- | ---------------------------------------- | ---------------------------------------- | ---------------------------------------- | ---------------------------------------- | ---------------------------------------- | ---------------------------------------- | ---------------------------------------- | ---------------------------------------- | ---------------------------------------- | ---------------------------------------- | ---------------------------------------- | ---------------------------------------- | ---------------------------------------- |
| Temp. máx. media (°C)                    | -4.6                                     | -5                                       | -4.1                                     | -1.9                                     | 2.3                                      | 5.6                                      | 8.2                                      | 8.2                                      | 6.6                                      | 4.1                                      | -1                                       | -3.2                                     | 1.3                                      |
| Temp. media (°C)                         | -7.9                                     | -8.1                                     | -7.2                                     | -4.8                                     | -0.7                                     | 2.3                                      | 4.7                                      | 4.6                                      | 3.1                                      | 0.7                                      | -4.4                                     | -6.7                                     | -2                                       |
| Temp. mín. media (°C)                    | -10.3                                    | -10.6                                    | -9.5                                     | -6.9                                     | -2.6                                     | 0.4                                      | 2.8                                      | 2.9                                      | 1.2                                      | -1.2                                     | -6.6                                     | -9.1                                     | -4.1                                     |
| Precipitación total (mm)                 | 234                                      | 196                                      | 200                                      | 223                                      | 199                                      | 250                                      | 270                                      | 288                                      | 206                                      | 174                                      | 212                                      | 248                                      | 2701                                     |
| Días de precipitaciones (≥ 1 mm)         | 14.9                                     | 13.2                                     | 15.1                                     | 15.5                                     | 16                                       | 17.1                                     | 16                                       | 15.9                                     | 11.8                                     | 10.4                                     | 12.4                                     | 13.9                                     | 172.2                                    |
| Fuente: MeteoSchweiz 8 de mayo de 2009   |                                          |                                          |                                          |                                          |                                          |                                          |                                          |                                          |                                          |                                          |                                          |                                          |                                          |